# Nagrada Dubravko Dujšin
Nagrada "Dubravko Dujšin" jedna je od najprestižnijih hrvatskih nagrada koja se dodjeljuje za najbolja umjetnička ostvarenja u kazališnoj umjetnosti. 
Nagrada je utemeljena 1977. godine, a utemeljitelj nagrade je dnevni list Vjesnik. Nosi ime poznatog hrvatskog glumca, redatelja i dramskog pedagoga Dubravka Dujšina. Nagrada se sastoji se od novčanog dijela i brončane plakete, rad Kuzme Kovačića.

## Dobitnici nagrade
| Godina | Dobitnici                                                  | Obrazloženje                                                                     |
| ------ | ---------------------------------------------------------- | -------------------------------------------------------------------------------- |
| 1977.  | Etta Bortolazzi, Relja Bašić                               |                                                                                  |
| 1978.  | Rade Šerbedžija, Dino Radivojević                          |                                                                                  |
| 1979.  | Koraljka Hrs, Frano Čale                                   |                                                                                  |
| 1980.  | Drago Krča, Berislav Deželić                               |                                                                                  |
| 1981.  | Mustafa Nadarević, Petar Veček                             |                                                                                  |
| 1982.  | Tonko Lonza, Joško Juvančić                                |                                                                                  |
| 1983.  | Josip Genda, Božidar Violić                                |                                                                                  |
| 1984.  | Neva Rošić, Nada Subotić, Vlado Habunek                    |                                                                                  |
| 1985.  | Vanja Drach, Georgij Paro                                  |                                                                                  |
| 1986.  | Pero Kvrgić, Zlatko Vitez                                  |                                                                                  |
| 1987.  | Božidar Boban, Zvjezdana Ladika                            |                                                                                  |
| 1988.  | Zoja Odak, Kosta Spaić, Fadil Hadžić                       |                                                                                  |
| 1989.  | Miše Martinović, Ljubomir Kapor                            |                                                                                  |
| 1990.  | Mira Furlan, Žarko Potočnjak                               |                                                                                  |
| 1991.  | Fabijan Šovagović, Ivica Boban, Alma Prica                 |                                                                                  |
| 1992.  | Darko Gašarović                                            |                                                                                  |
| 1993.  | Doris Šarić-Kukuljica, Ivica Kunčević, predstava «Tirena». |                                                                                  |
| 1994.  | Lada Kaštelan, Vili Matula                                 |                                                                                  |
| 1995.  | Emil Glad                                                  |                                                                                  |
| 1996.  | Ivica Buljan                                               |                                                                                  |
| 1997.  | Zlatko Vitez                                               |                                                                                  |
| 1998.  | Goran Grgić                                                |                                                                                  |
| 1999.  | Matko Raguž                                                |                                                                                  |
| 2000.  | Milka Podrug-Kokotović                                     |                                                                                  |
| 2001.  | Rene Medvešek                                              | za autorstvo predstave Brat Magarac, ZKM                                         |
| 2002.  |                                                            |                                                                                  |
| 2003.  | Luka Dragić                                                | za uloge u predstavama Očevi i sinovi, HNK Zagreb i Buđenje proljeća, Teatar ITD |
| 2004.  | Dragan Despot, Ivan Vidić                                  | za autorstvo predstave Na rubu pameti/za dramu Veliki bijeli zec, ZKM.           |
| 2005.  | Sreten Mokrović                                            | za ulogu u predstavi Žaba, Teatar ITD                                            |
| 2006.  | Ksenija Marinković                                         | za ulogu u predstavi S druge strane, ZKM                                         |
| 2007.  | Paolo Magelli                                              | za režiju predstave Pir malograđana, Scena Gorica                                |
| 2008.  | Saša Anočić                                                | za autorstvo predstave Kauboji, Teatar Exit                                      |
| 2009.  | Borut Šeparović                                            | za autorstvo predstave Generacija 91. – 95., ZKM                                 |
| 2010.  | Marija Sekelez                                             | za dugogodišnje vođenje GK Žar ptica i Naj, naj, naj festivala                   |